# Lorenzo Álvarez Capra
Lorenzo Álvarez Capra (Madrid, 1848-Madrid, 10 de marzo de 1901) fue un arquitecto español.

## Biografía
Considerado uno de los precursores del estilo neomudéjar, junto a Emilio Rodríguez Ayuso, diseñó  la desaparecida plaza de toros de Goya, construida en Madrid en 1874, y que sirvió de inspiración para muchos otros corsos taurinos posteriores. Un año antes había proyectado el pabellón de España para la Exposición Universal de 1873 de Viena, de estilo neomudéjar. Otra de sus obras más conocidas es la iglesia de la Paloma, construida en el mismo estilo.

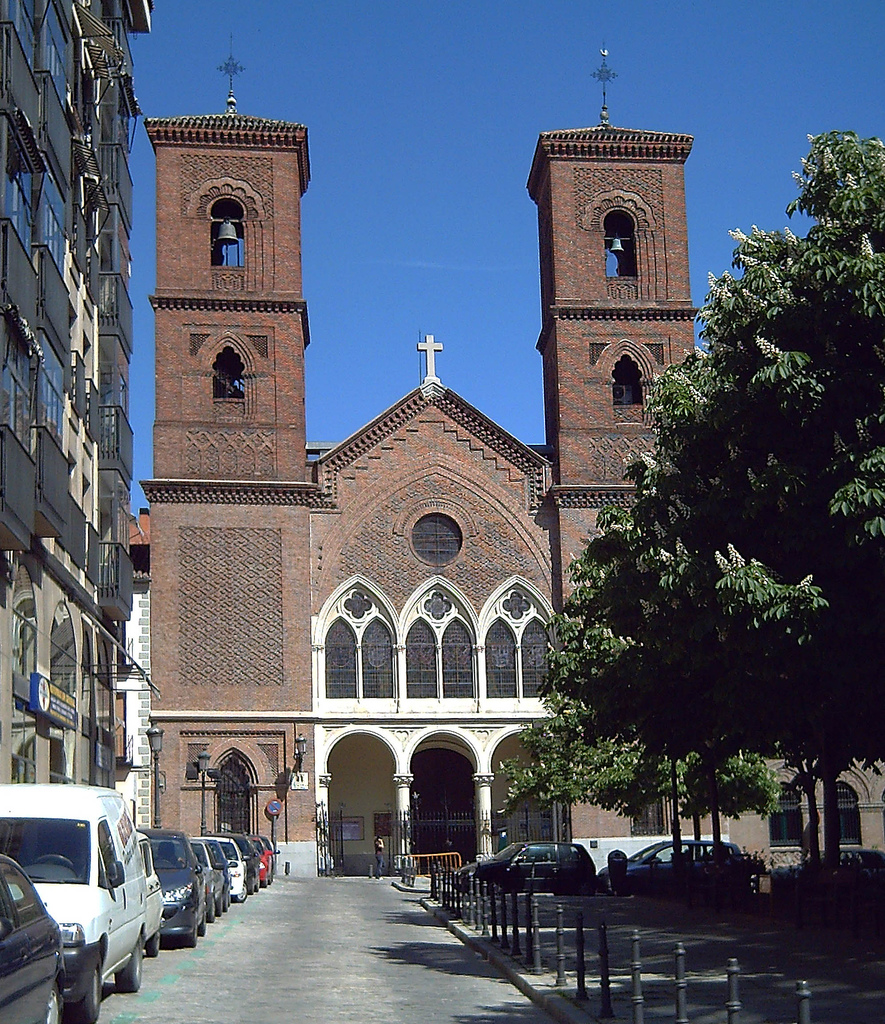
Iglesia de la Paloma en Madrid, cuya construcción comenzó en 1896.

Fue también diputado a Cortes y académico de la Real Academia de Bellas Artes de San Fernando.

## Obras
- Pabellón de España en la Exposición Universal de Viena (1873)[6]
- Plaza de toros de Fuente del Berro, en Madrid, junto a Emilio Rodríguez Ayuso (1874)[6]
- Teatro de los Jardines del Buen Retiro de Madrid (1880)[6]
- Palacete del Marqués de Mudela en Madrid (h. 1890)
- Plaza de Toros de Barbastro (1891)[6]
- Palacio del Barón de Benifayó en San Pedro del Pinatar (Región de Murcia, 1892)
- Iglesia de la Paloma en Madrid (1896)[6]